# Red Bull Air Race

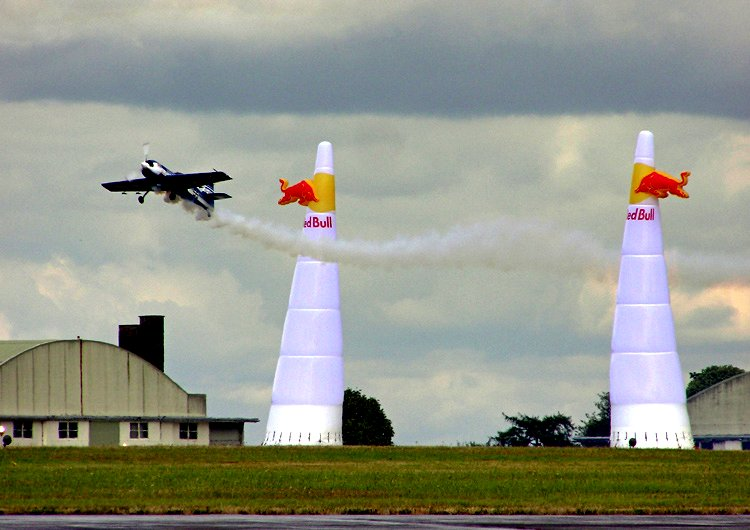
Уик-энд на аэродроме Кембл, Глостершир, Великобритания, июнь 2004

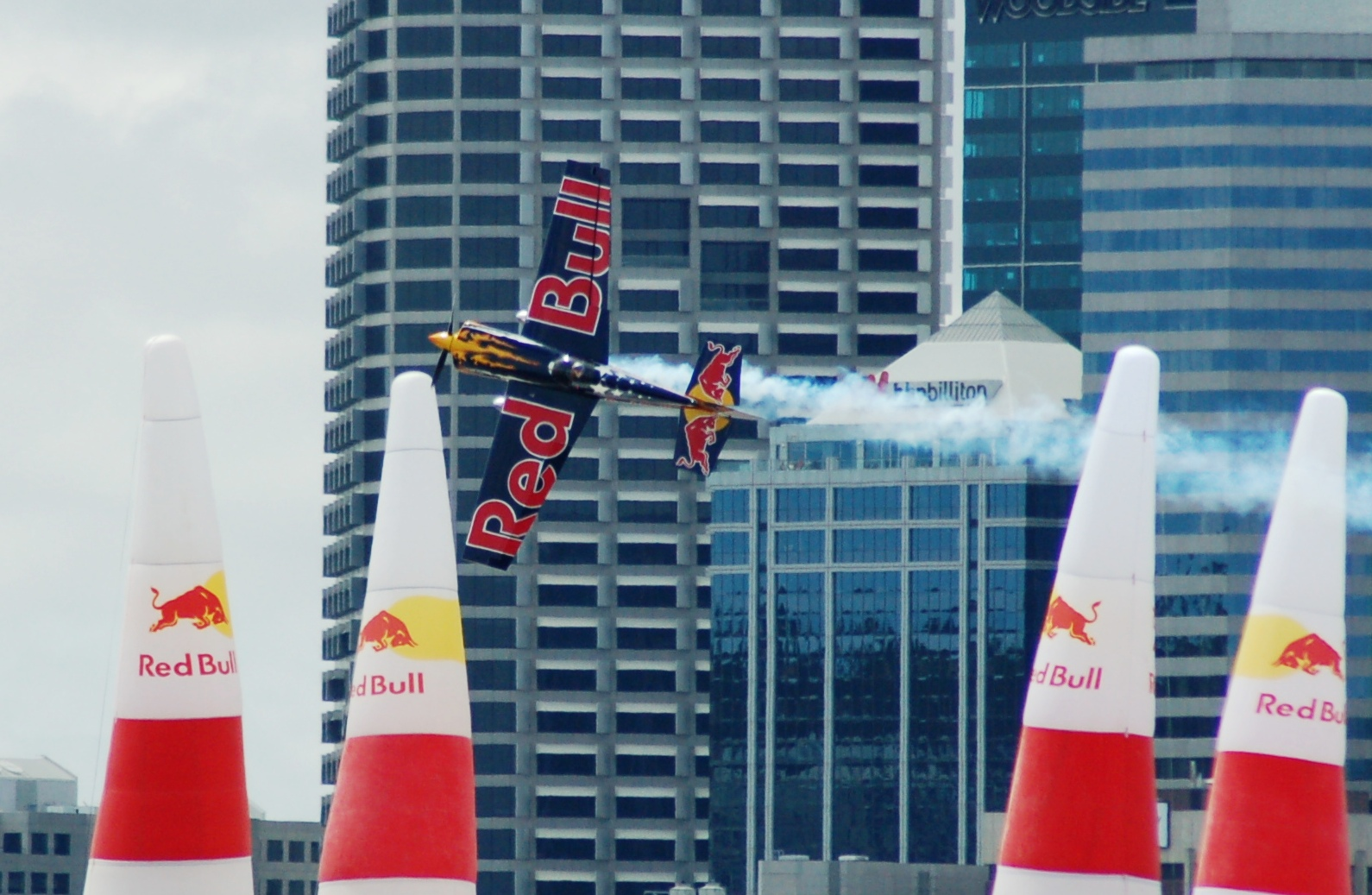
Чемпион 2006 года Кирби Чамблисс пролетает ворота типа «Кватро» «на лезвии ножа»

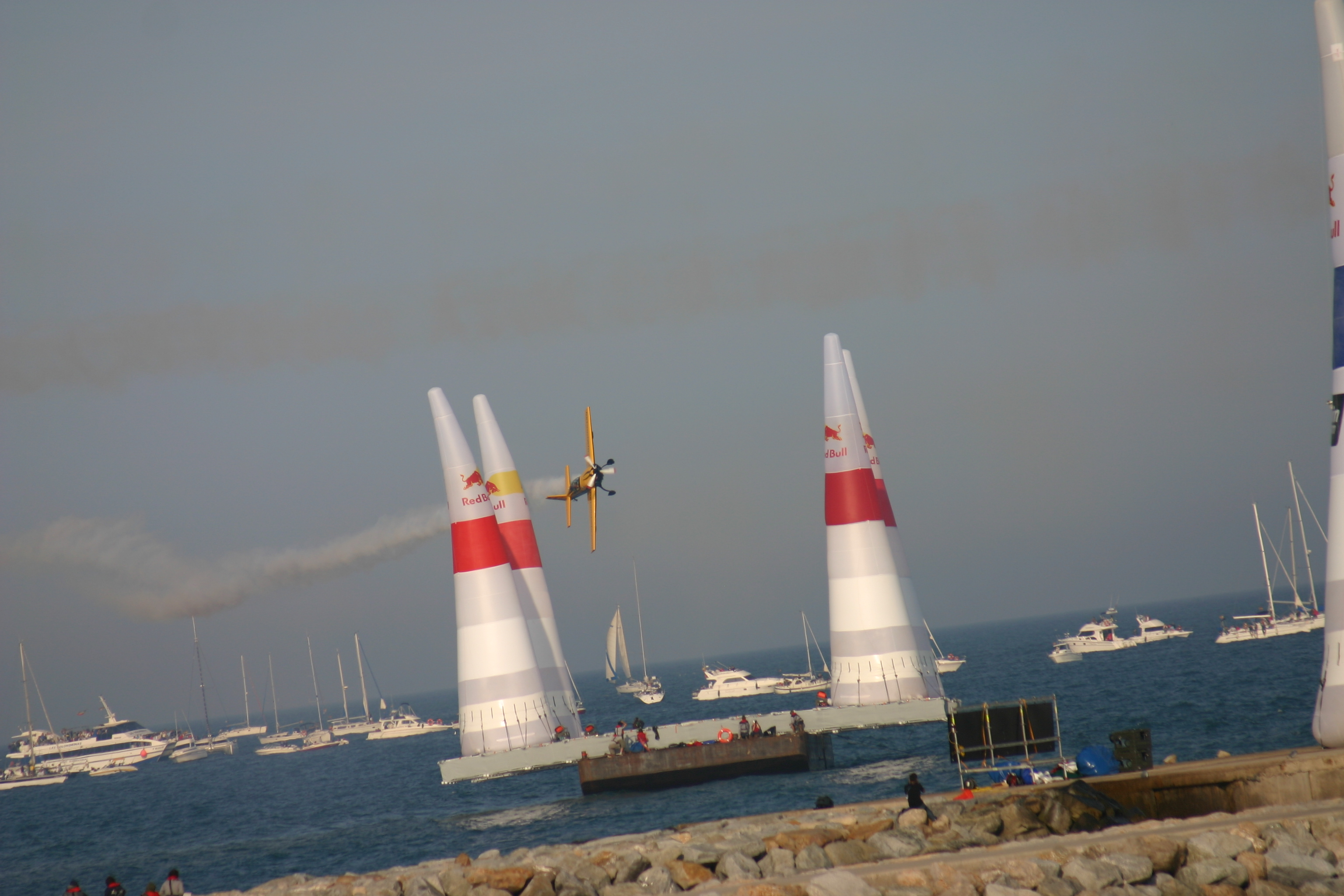
Air Race, Барселона, 2006

Red Bull Air Race World Championship (Чемпионат мира «Воздушная гонка» Red Bull) — спортивное соревнование по аэробатике, проводится компанией Red Bull GmbH. Соревнование проходит под эгидой Международной авиационной федерации (FAI), которая следит за порядком проведения всех этапов гонки, оказывает поддержку в обеспечении безопасности полётов, регистрирует рекорды и предоставляет специально изготовленные медали победителям чемпионата мира.

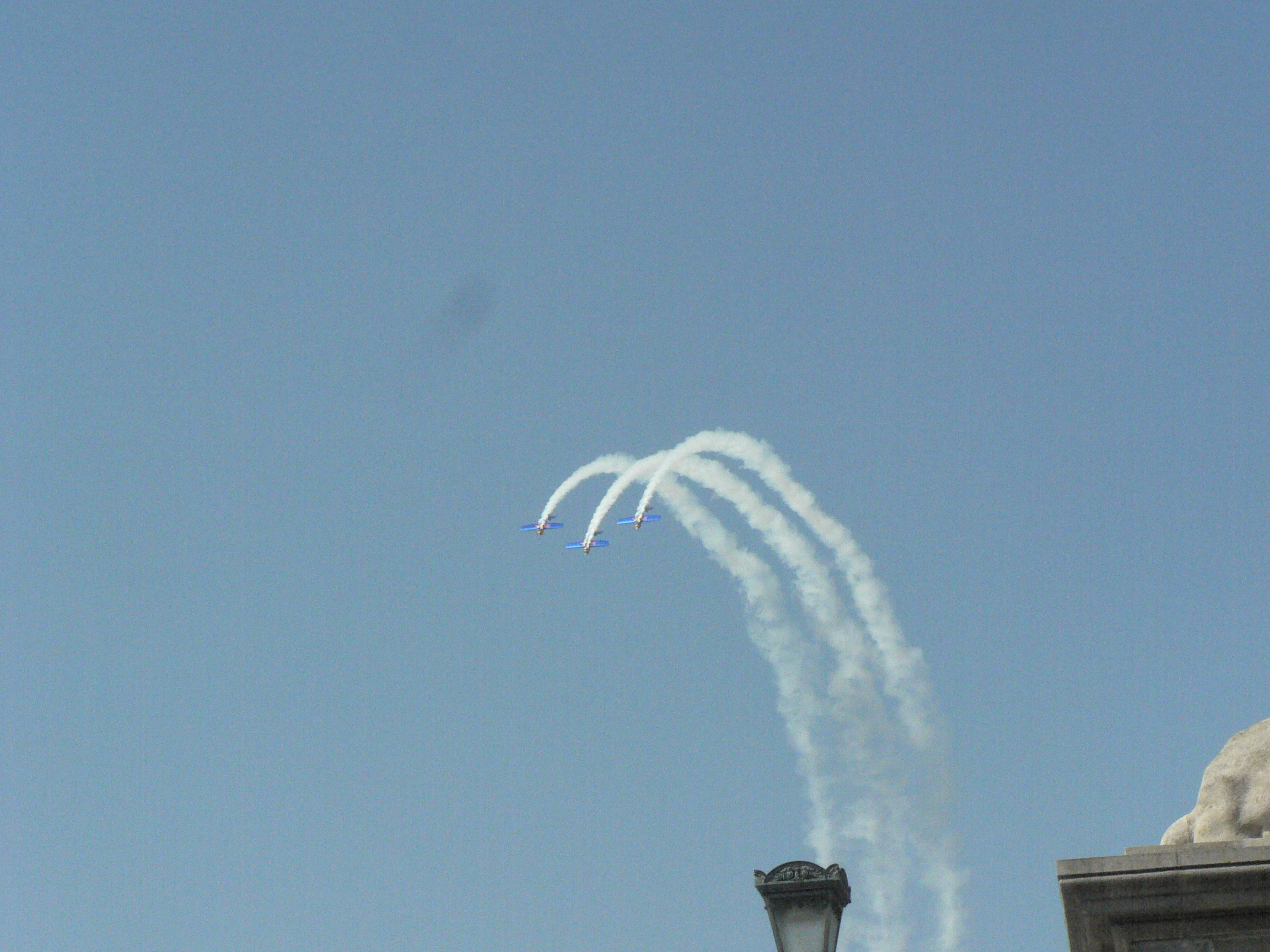
Red Bull Air Race — Budapest, 2006

С появлением Red Bull Air Race возникла и новая спортивная дисциплина — авиаслалом — динамичный вид пилотирования, цель которого состоит в прохождении сложной воздушной трассы с препятствиями за минимальное время. Пилоты выполняют заданную лётную программу по одному, совершая крутые повороты и проходя через пары специально сконструированных пилонов высотой 25 м (до 2014 года — 20 м), называемых «воздушными воротами».
В Air Race важны не только скорость, но и точность. Малейшая ошибка ведёт к штрафным очкам. Чтобы вести самолёт через препятствия низко над землёй на скорости, иногда превышающей 400 км/ч, требуется огромное мастерство, которым обладают лишь несколько пилотов в мире, соревнующихся в классе MASTERS. Претенденты на участие в гонке проходят предварительный отбор в классе CHALLENGER.
Инициатором проведения гонок является компания Red Bull, которая обратилась к известному венгерскому пилоту Петеру Бешеному с просьбой помочь доработать концепцию соревнований. Первая гонка Red Bull Air Race состоялась в 2003 г. в рамках авиашоу AirPower в австрийском городе Цельтвеге и имела ошеломляющий успех. Было очевидно, что этот вид спорта имеет огромный потенциал. После двух лет проведения соревнований в разных странах — в Венгрии, Англии и США — гонка приобрела статус мировой серии Red Bull Air Race World Series. Первый чемпионат в таком формате стартовал в 2005 году и прошёл в семи городах по всему миру. В нём приняли участие 10 всемирно известных пилотов.
Корнями воздушные гонки уходят в США, однако, в отличие от соревнований, в которых важна прежде всего скорость, в авиаслаломе необходимо иметь высокое мастерство. В гонке используются одни из наиболее лёгких, маневренных и управляемых самолётов из ныне существующих, однако ключевыми факторами, определяющими победителя Red Bull Air Race World Series, являются выдержка и мастерство пилотов.
В сезонах 2007—2010 в гонке участвовал первый российский пилот Сергей Рахманин, имеющий квалификацию пилот высшего пилотажа и пилот-инструктор. Сергей 13 раз финишировал в первой десятке.
С 2017 года этап гонок впервые начал проходить в России. Полёты проводятся в центре города Казань над акваторией реки Казанка перед Казанским Кремлём, и собирают несколько десятков тысяч зрителей на Кремлёвской набережной и набережной у центра семьи Казан. Самолёты участников российского этапа базируются на автодроме Казань Ринг.
29 мая 2019 года было объявлено, что сезон 2019 станет последним в истории Red Bull Air Race.

## Правила
Соревнования Red Bull Air Race проходят на трассе длиной около 5 км, представляющей собой замкнутую петлю, имеющую несколько воздушных ворот. Высота ворот составляет 25 метров. Ворота делятся на несколько типов. Синие ворота необходимо проходить в горизонтальном положении. Красные ворота необходимо проходить в положении «лезвие ножа» (вертикально). Три последовательно расположенных красных пилона следует проходить «змейкой». В каждом выступлении пилот проходит трассу дважды, в одном направлении. Все пилоты поочерёдно проходят трассу, очерёдность определяется текущим рейтингом соревнований по принципу "сначала лучшие". Очерёдность пилотов с одинаковым рейтингом определяется жеребьёвкой. Выигравшим этап считается тот пилот, который прошёл трассу за меньшее время и при этом допустил меньше ошибок.

### Штрафы
За ошибки, допущенные при пилотировании, на участников соревнований налагаются штрафы.
+2 секунды к времени прохождения трассы:
- отклонение от горизонтали более чем на 10 градусов при прохождении синих ворот;
- отклонение от вертикали более чем на 20 градусов при прохождении красных ворот;
- прохождение ворот выше их высоты;
- неправильное выполнение аэробатического манёвра;

+6 секунд к времени прохождения трассы:
- касание самолётом пилона;

Дисквалификация;
- отклонение от трассы;
- любая форма опасного полёта (включая полёт слишком низко, перегрузки более 12.0 G);

### Начисление очков
По результатам гонки пилотам начисляются очки:
- 1-е место — 15 очков
- 2-е место — 12 очков
- 3-е место — 9 очков
- 4-е место — 7 очков
- 5-е место — 6 очков
- 6-е место — 5 очков
- 7-е место — 4 очка
- 8-е место — 3 очка
- 9-е место — 2 очка
- 10-е место — 1 очко

### Регламент соревнований
Соревнования состоят из трёх этапов:

#### Тренировка
Каждый из пилотов совершает по три тренировочных полёта, в ходе которых происходит ознакомление с трассой.

#### Квалификация
Каждый из пилотов дважды проходит трассу. Лучшее время из двух идёт в зачет.

#### Гонка
До 2006 года каждый из пилотов проходил трассу два раза. Сумма времени шла в зачет.
В 2007 году организаторы серьёзно изменили правила.
По новым правилам к гонке допускаются 12 пилотов, отобранных в ходе квалификации.
Эти пилоты проходят в отборочный этап гонки. Каждый из них проходит трассу по одному разу. По результатам отборочного этапа 8 лучших пилотов проходят в четвертьфинал соревнований по следующей схеме:
1 — 8
2 — 7
3 — 6
4 — 5
В дальнейших этапах пилоты соревнуются только внутри своих пар, независимо от результата других участников.
В четвертьфинале каждый из допущенных пилотов проходит трассу по одному разу. Четыре победителя проходят в полуфинал. Из четырёх проигравших пилотов выбирают двух, показавших лучшее время. Они получают 1 и 2 очка соответственно.
Далее следует полуфинал, полёт за 3-е место и финал. В каждом из этапов пилоты проходят трассу по одному разу.

## Самолёты
В соревновании используются самые последние достижения в разработке спортивных самолётов, конкретно, следующие самолёты с двигателями Лайкоминг:
- Zivko Edge 540 V2/V3
- MX Aircraft MXS-R
- Экстра 330LX

С сезона 2014 года самолёты (независимо от производителя) комплектуются единственным стандартизованным авиационным двигателем Lycoming AEIO-540-EXP мощностью 300 л.с. со стандартным композитным трёхлопастным воздушным винтом Hartzell 3-bladed 7690. В целях безопасности контролирующим органом FAI накладываются ограничения на модернизацию двигателей и самолётов. Впрочем, это не мешает командам находить всё новые подходы к доводке своих самолётов.

## Чемпионы

### Master Class
| сезон                   | чемпион           | второй         | третий         |
| ----------------------- | ----------------- | -------------- | -------------- |
| 2003                    | Бешеный, Петер    | Клаус Шродт    | Кирби Чемблисс |
| 2004                    | Кирби Чемблисс    | Бешеный, Петер | Стив Джонс     |
| 2005                    | Мэнголд, Майк     | Бешеный, Петер | Кирби Чемблисс |
| 2006                    | Кирби Чемблисс    | Бешеный, Петер | Мэнголд, Майк  |
| 2007                    | Мэнголд, Майк     | Боном, Пол     | Бешеный, Петер |
| 2008                    | Ханнес Арх        | Боном, Пол     | Кирби Чемблисс |
| 2009                    | Боном, Пол        | Ханнес Арх     | Мэтт Холл      |
| 2010                    | Боном, Пол        | Ханнес Арх     | Nigel Lamb     |
| 2011–2013: не состоялся |                   |                |                |
| 2014                    | Nigel Lamb        | Ханнес Арх     | Боном, Пол     |
| 2015                    | Боном, Пол        | Мэтт Холл      | Ханнес Арх     |
| 2016                    | Маттиас Дольдерер | Мэтт Холл      | Ханнес Арх     |
| 2017                    | Ёсихидэ Муроя     | Мартин Шонка   | Пит Маклауд    |

### Challenger Class
| сезон | чемпион        | Лидер очков    |
| ----- | -------------- | -------------- |
| 2014  | Петр Копфштейн | Франсуа ле Во  |
| 2015  | Мика Бражо     | Мика Бражо     |
| 2016  | Флориан Бергер | Флориан Бергер |
| 2017  | Флориан Бергер | Флориан Бергер |

## Сезоны соревнований
- Сезон 2003 — Венгрия, первый сезон соревнований
- Сезон 2004 — три этапа, Кембл, Великобритания (Kemble), Будапешт (Венгрия), Рино, США (Reno). Восемь пилотов-участников.
- Сезон 2005 — первый официальный чемпионат, десять пилотов-участников, семь этапов.
- Сезон 2006 — одиннадцать пилотов-участников, восемь этапов.
- Сезон 2007 — 13 пилотов, 10 этапов.
- Сезон 2008 — 12 пилотов, 8 этапов.
- Сезон 2009 — 15 пилотов, 6 этапов (Абу-Даби, Сан-Диего, Виндзор, Будапешт, Барселона, Порто).
- Сезон 2010 — 15 пилотов, 8 этапов
- Серии, не проводившиеся в период с 2011 по 2013 год
- Сезон 2014 — 12 пилотов, 8 этапов (Абу-Даби, Ровине, Путраджайская, Гдыня, Эскот, Fort Worth, Лас-Вегас, Герхард Пил Берг).
- Сезон 2015 — 12 пилотов, 8 этапов (Абу-Даби, Тиба, Ровине, Будапешт, Эскот, Шпильберг (Ред Булл Ринг), Fort Worth, Лас-Вегас).
- Сезон 2016 — 12 пилотов, 8 этапов (Абу-Даби, Шпильберг (Ред Булл Ринг), Тиба, Будапешт, Эскот, Лаузиц, Индианаполис, Лас-Вегас).
- Сезон 2017 — 12 пилотов, 8 этапов (Абу-Даби, Сан-Диего, Тиба, Будапешт, Казань, Порту, Лаузиц, Индианаполис).
- Сезон 2018 — 12 пилотов, 8 этапов (Абу-Даби, Канны, Тиба, Будапешт, TBA, Казань, Индианаполис, TBA).